# Karakorampasset
Karakorampasset (kinesiska: 喀喇昆仑山口) är ett bergspass i Kina på gränsen till Indien (Kashmir). Karakorampasset ligger 5 575 meter över havet. Den ligger i bergstrakten Karakoram.
Trakten runt Karakorampasset är ofruktbar med liten eller ingen växtlighet.